# Hriňová (vodní nádrž)
Hriňová  je vodní nádrž, která byla vybudována v letech 1961 - 1965 na horním toku řeky Slatina. Nachází se v katastrálním území stejnojmenné obce a na území CHKO Poľana. Slouží jako zásobárna pitné vody pro vodovod Hriňová-Lučenec-Fiľakovo. 